# Biblioteca Mark O. Hatfield
La Biblioteca Mark O. Hatfield es la biblioteca principal de la Universidad de Willamette en Salem, la capital del estado de Oregón (Estados Unidos). Inaugurada en 1986, es miembro de Orbis Cascade Alliance junto con varias redes de préstamo de bibliotecas y es una biblioteca depositaria federal designada. La biblioteca original de Willamette se estableció en 1844, dos años después de la fundación de la escuela. La biblioteca se encontraba en Waller Hall antes de mudarse a su propio edificio (ahora Smullin Hall) en 1938.
Con dos pisos de altura, la biblioteca alberga más de 350 000 volúmenes en sus colecciones e incluye los archivos de la escuela. Diseñado por MDWR Architects, el edificio de ladrillo rojo tiene edificaciones de vidrio en dos lados y un reloj de torre fuera de la entrada principal. El edificio también incluye un área de estudio las 24 horas, salas de estudio privadas y un aula. La biblioteca académica lleva el nombre del ex senador Mark O. Hatfield, un graduado de Willamette en 1943 y exmiembro de la facultad.

## Historia
Fundada en 1844, la Biblioteca de la Universidad de Willamette se inició dos años después de la fundación de la escuela. La biblioteca creció a un tamaño de 2500 volúmenes en 1874. University Hall (ahora Waller Hall), que fue construido en 1867, fue una de las sedes de la biblioteca en los primeros años. La biblioteca estaba ubicada en el tercer piso del edificio. El primer nombre de la institución fue la Biblioteca de la Universidad de Willamette, que en 1901 era una biblioteca general gratuita con colecciones circulantes y de referencia. Ese año, la colección de la biblioteca había aumentado a 4686 volúmenes, junto con un total de 2753 folletos.
En 1909, la biblioteca tenía 6000 libros valorados en 3500 dólares y Ray D. Fisher era bibliotecario. Durante noviembre de ese año, la biblioteca recibió muebles nuevos cuando se abrió Eaton Hall, y muchos departamentos se trasladaron a ella desde Waller Hall. La biblioteca fue catalogada de nuevo en 1912 por Lucia Haley, una especialista de Nueva York contratada por la escuela para esta tarea. En ese momento el bibliotecario era un señor Lyle. Los planes en ese momento exigían la construcción de un edificio donde ahora se encuentra el Edificio de Arte para servir como un monumento a los pioneros de la universidad. Este iba a ser el futuro hogar de la biblioteca, pero el edificio nunca se construyó. En 1913, la bibliotecaria era Mary Field, y la colección era todavía de unos 6000 volúmenes. Field fue reemplazado al año siguiente por Fannie J. Elliot.
El 17 de diciembre de 1919, un incendio destruyó el Waller Hall, el hogar de la biblioteca. La escuela reconstruyó el interior del salón y la construcción comenzó en febrero de 1920. La biblioteca se trasladó al segundo piso de la estructura reconstruida y se reabrió en diciembre de 1920. En ese momento William E. Kirk era el bibliotecario y la instalación tenía una capacidad para 100 personas. En 1922, la colección había aumentado a 16 000 volúmenes y F. G. Franklin se desempeñó como bibliotecario.

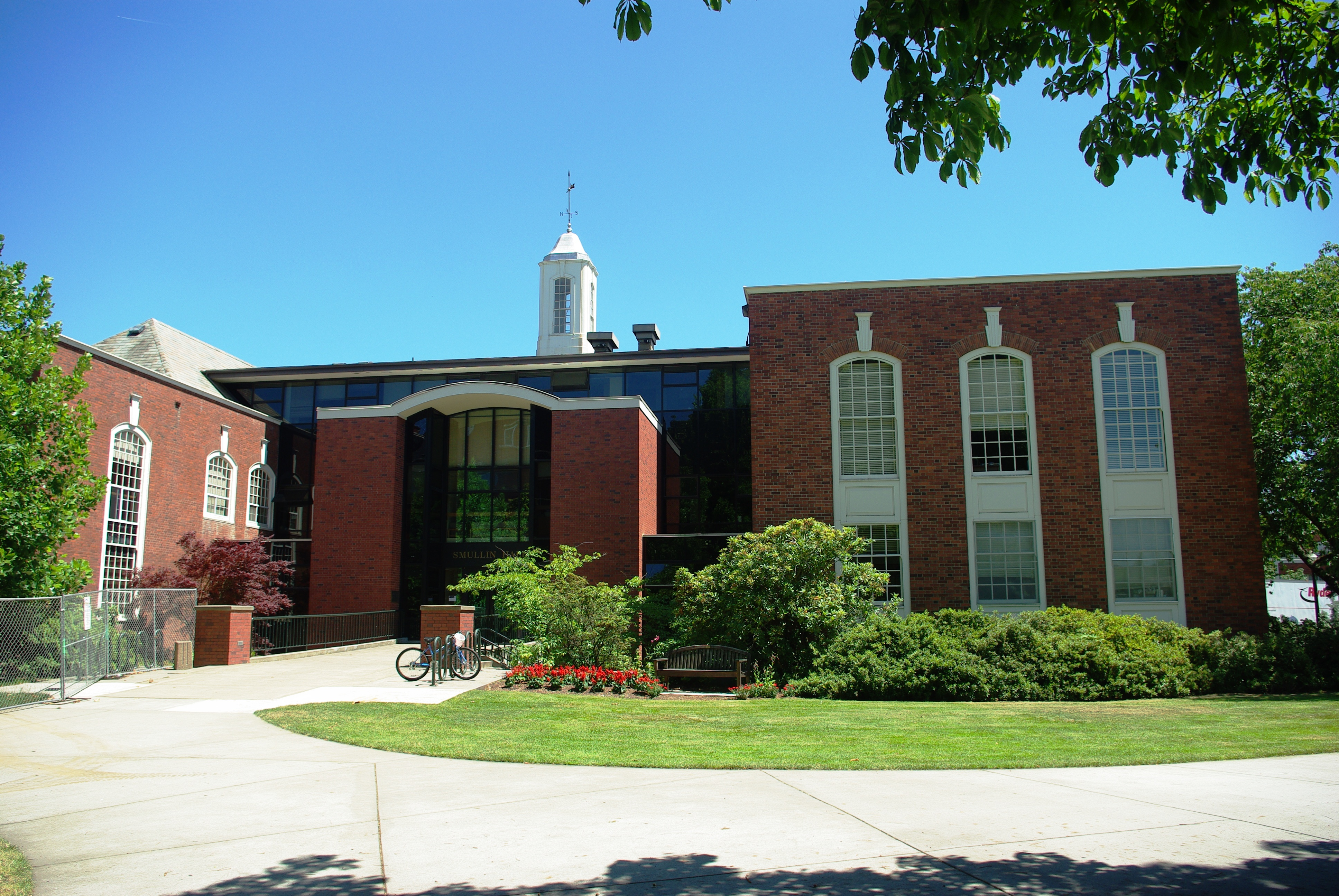
Smullin Hall a la izquierda, antigua casa de la biblioteca

En 1937, se inició la construcción de un nuevo edificio de hormigón y ladrillo para albergar la biblioteca. Terminado en 1938, este albergaba una colección que creció a 35 000 volúmenes en 1940. Ahora conocido como Smullin Hall, el edificio de la biblioteca fue diseñado por el arquitecto Pietro Belluschi en el estilo arquitectónico georgiano. En 1965, la escuela recibió un préstamo de 450 000 dólares del gobierno federal para la biblioteca. El congresista Al Ullman trabajó para asegurar el estatus de Biblioteca Federal Depositaria a fines de los años 1960, con el estatus conferido en 1969. En 1980, Willamette comenzó una campaña de recaudación de fondos para renovar los pasillos académicos y construir una nueva biblioteca, con un total de 18 millones de dólares recaudados durante la campaña de financiación. En ese momento, la biblioteca tenía una colección de 143 000 volúmenes.
En la primavera de 1985 se anunciaron planes para una nueva biblioteca en honor al exalumno y exmiembro de la facultad Mark Hatfield. Originalmente estimado en un costo de 6,8 millones de dólares, la primera piedra se colocó el 13 de abril de 1985, con la asistencia de Hatfield. El 4 de septiembre de 1986, se inauguró el nuevo edificio en una ceremonia en la que participaron Hatfield, el entonces senador Bob Packwood y luego el bibliotecario del Congreso Daniel J. Boorstin. Luego, el presidente de la escuela, Jerry E. Hudson, presidió la ceremonia a la que asistieron más de 700 personas.
Todos los fondos para la biblioteca de 7,4 millones de dólares provinieron de donantes privados que sumaban más de 1300 empresas, individuos u organizaciones sin fines de lucro. Grandes donaciones provinieron de Fred Meyer Charitable Trust, M. J. Murdock Charitable Trust y The Collins Foundation. La construcción fue parte de un plan más amplio para abrir la parte sur del campus después de que se eliminaron las vías del tren en 1981 y se redirigió y ajardinó la carrera de molinos.
La biblioteca perdió un libro raro en 1999 cuando un vándalo utilizó una hoja de afeitar para recortar las 30 páginas de The Old Days in and Near Salem, Oregón. Un libro de arte de edición limitada, un reemplazo fue donado a la escuela por la Biblioteca del Estado de Oregón. En 2002, la biblioteca recibió una subvención de 500 000 dólaresdel Meyer Memorial Trust para el departamento de archivos.

## Edificio

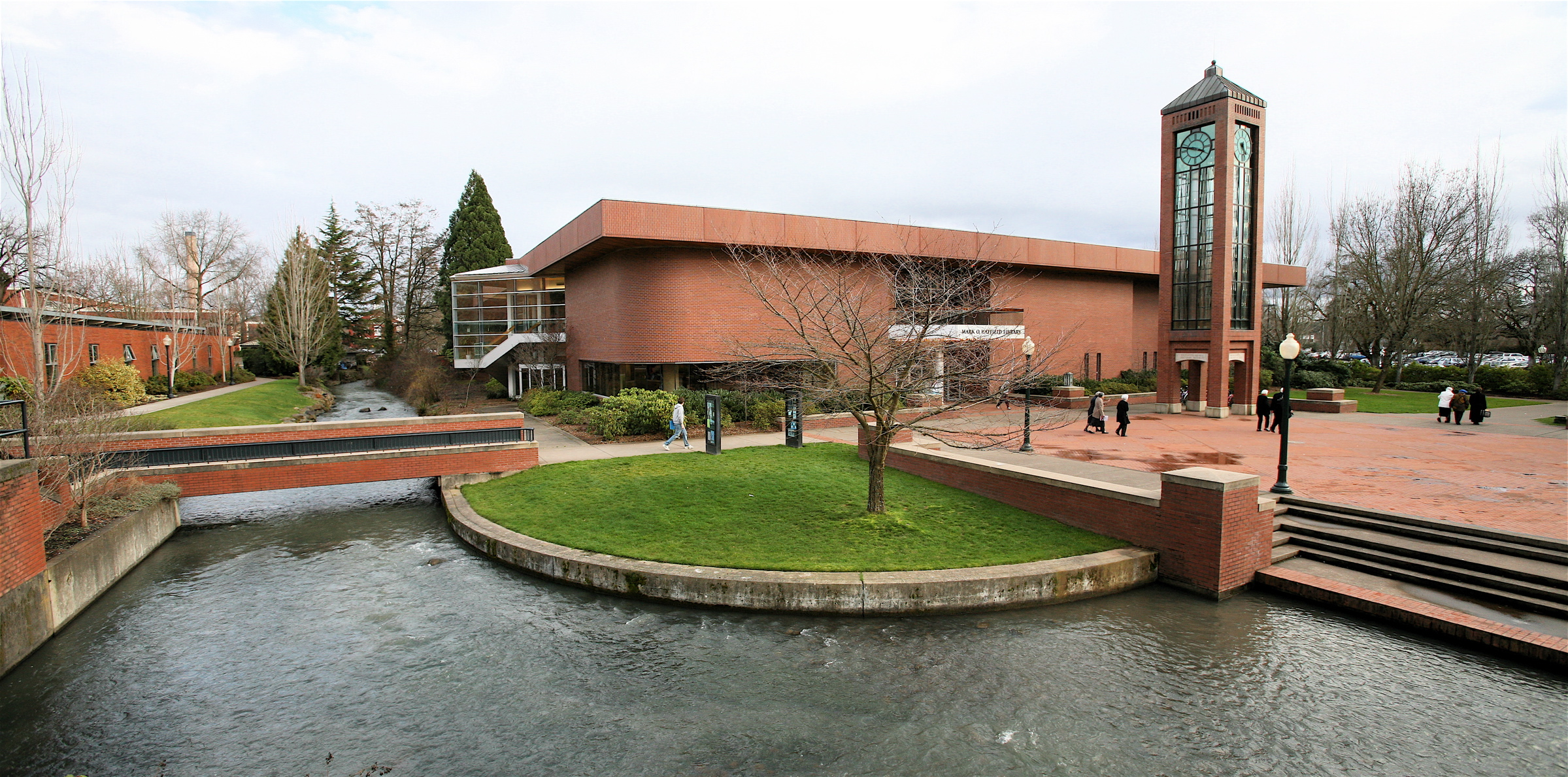
Mill Race, Hudson's Bay y Jackson Plaza frente al edificio

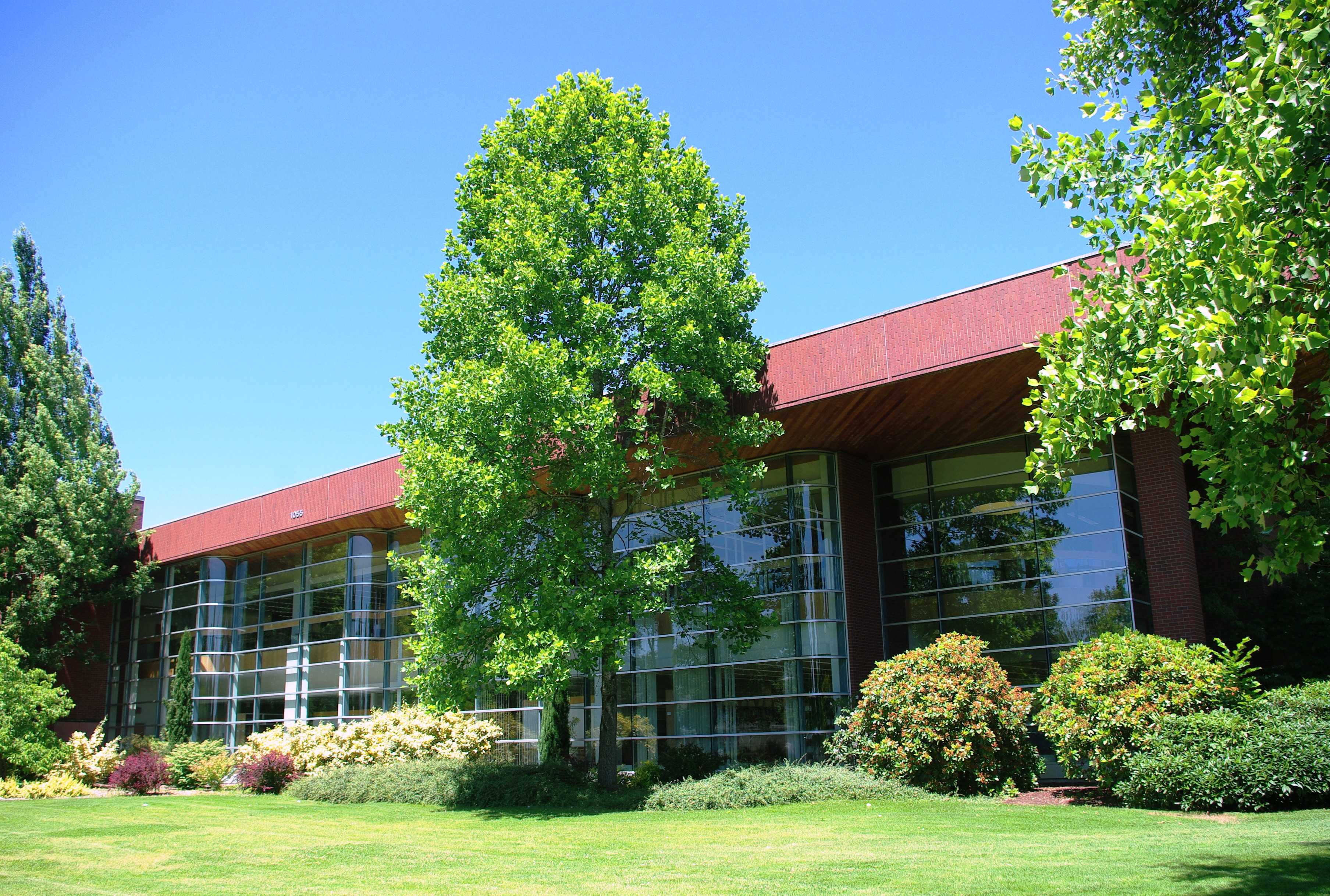
Pared de vidrio en el lado sur de la biblioteca.

Ubicada en el medio del campus de Willamette a lo largo de Mill Race, la biblioteca Hatfield fue construida en 1986 con el diseño de Theodore Wofford del estudio de arquitectura MDWR Architects en San Luis. El edificio tiene dos pisos de altura y un total de 5388 m². Los planos arquitectónicos permiten la adición de un tercer piso a la estructura.
La biblioteca es una estructura rectangular de aspecto moderno con ladrillo naranja y vidrio transparente que se encuentra junto a Glenn Jackson Plaza y la Bahía de Hudson, con Mill Race fluyendo por el lado norte. Las caras norte y sur son de vidrio transparente, mientras que las otras dos caras son de ladrillo. Las paredes exteriores se estrechan ligeramente hacia afuera en los lados de ladrillo del edificio. Los ladrillos en estos lados se colocaron horizontalmente, mientras que la línea del techo sobresaliente contiene ladrillos que se colocaron verticalmente. Una escalera acristalada y la entrada principal cerca de la esquina noroeste son las únicas partes que sobresalen del edificio principalmente rectangular.
En el interior, la biblioteca de Hatfield contiene un área de estudio de 24 horas, salas de estudio privadas, un aula, los archivos de la universidad y salas de escucha. En el piso principal se encuentra el mostrador de circulación, la sección de referencia y puestos de trabajo. El edificio también tiene un área de recepción formal, la sala Mark O. Hatfield y los archivos de Hatfield que contienen los documentos del exsenador, ambos ubicados en el segundo piso. El espacio interior se dejó principalmente abierto para permitir la flexibilidad con las necesidades cambiantes y la tecnología de la biblioteca. El artista Dean Larson pintó el retrato de Hatfield que cuelga en la biblioteca.
Fuera de la biblioteca hay un reloj de torre de acero y ladrillo que mide 19 m. Esta tiene una esfera de reloj en cada uno de los cuatro lados, un techo de cobre y vidrio que desciende a cada lado hacia la base de 18 t. El vidrio consiste en paneles verticales creados tomando tiras de vidrio doblado y tejiéndolas juntas. Hay inscripciones de varias citas en las partes expuestas del hormigón de la torre. Lawrence Halperin fue responsable de los diseños de paisajismo de la biblioteca.

## Operaciones
La biblioteca de Hatfield es la biblioteca principal en el campus de Willamette, con la biblioteca de la escuela de derecho como la única otra biblioteca en la escuela. El director de la biblioteca es Craig Milberg, quien dirige una plantilla de 18 empleados, de los cuales 10 son bibliotecarios. Las transacciones de circulación regular totalizaron 14 158 en 2015, con 1923 adicionales en solicitudes de referencia.

### Colecciones
La biblioteca contiene más de 390 000 volúmenes, más de 317 000 títulos y más de 1400 suscripciones a revistas. Estas colecciones incluyen publicaciones periódicas, libros, periódicos, microformas, grabaciones de sonido, videos, documentos gubernamentales, CD-ROM y partituras musicales. A partir de 2006, esto incluye 365 609 volúmenes de libros, ediciones anteriores de publicaciones periódicas y otras fuentes impresas; 11 508 elementos de la colección audiovisual; 5147 suscripciones a publicaciones periódicas; y 337 918 microformas. La biblioteca también ofrece acceso a fuentes electrónicas a través de FirstSearch, RLIN, OCLC, EPIC y DIALOG, entre otros. Además, las publicaciones universitarias como el anuario (The Wallulah), el periódico estudiantil (Willamette Collegian), los catálogos escolares, el Willamette Journal of the Liberal Arts y Willamette Scene, entre otros, son recopilados por la biblioteca.

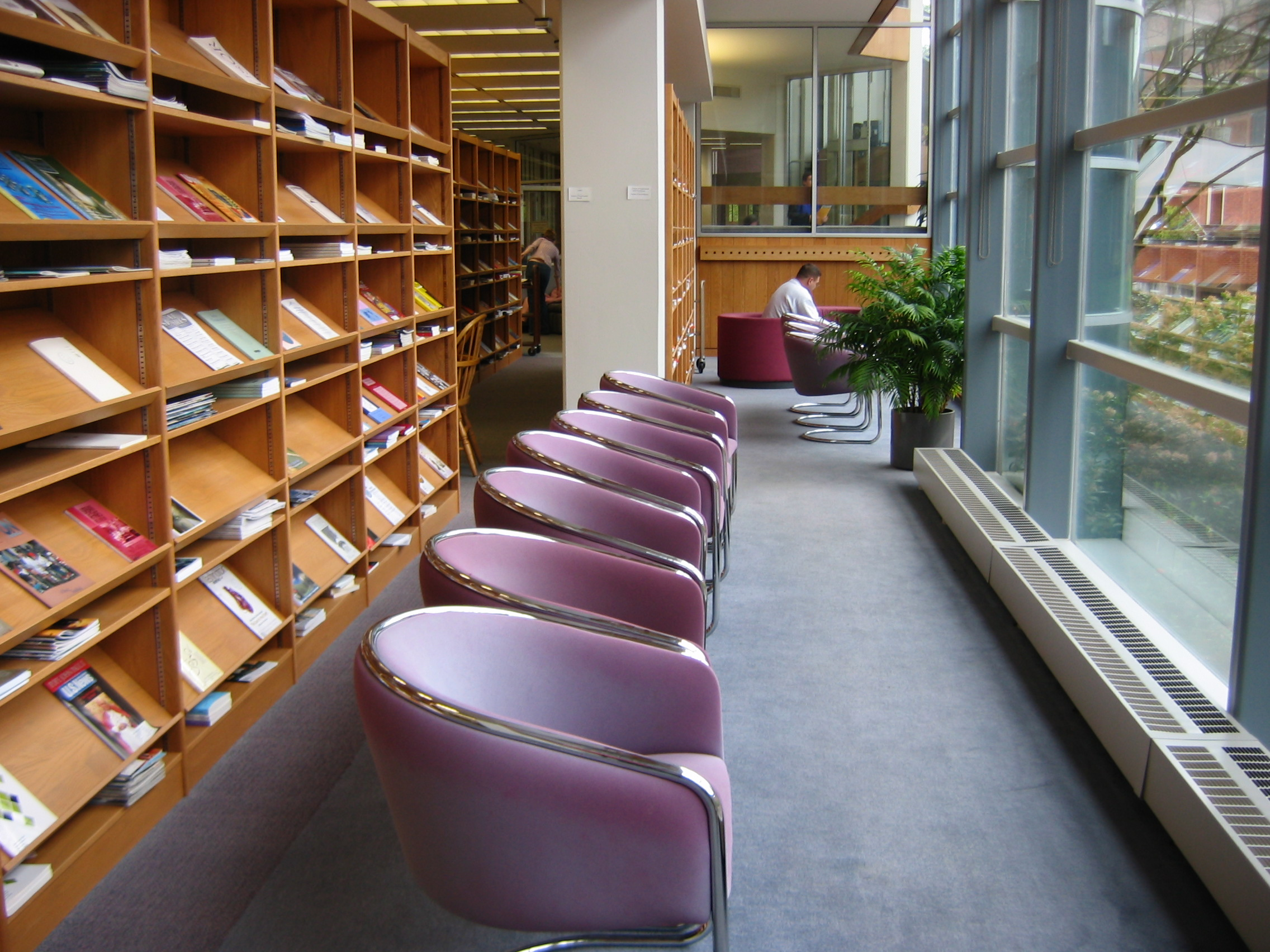
Dentro de la biblioteca de Hatfield

Hatfield Library es miembro de Orbis Cascade Alliance (Summit) y de las redes de préstamos de la Northwest Association of Private Colleges and Universities (NAPCU). Estas redes permiten a los estudiantes tomar prestados materiales adicionales de otras bibliotecas e instituciones miembros de todo el Noroeste del Pacífico.
La biblioteca de Hatfield también contiene los archivos de Mark O. Hatfield que contienen los documentos, así como sus recuerdos y libros. Los documentos incluyen los de su tiempo en la legislatura de Oregón hasta su tiempo en el Senado y después de dejar el Senado. La biblioteca personal de Hatfield es parte del catálogo regular de la biblioteca, sin embargo, los libros no circulan. El resto de la colección no está abierta al público, ya que los archivos de Hatfield no serán accesibles hasta 20 años después de su muerte. La biblioteca también contiene los archivos de la universidad en el segundo piso. Los climatizados se encuentran en un 139 m² área que incluye oficinas para el personal, incluido el archivero oficial de la escuela.
La biblioteca de Willamette fue designada como Biblioteca Federal Depositaria en 1969. Sirve como biblioteca para la población del 5.º distrito congresional de Oregón La biblioteca selecciona alrededor del 20 % de los documentos disponibles con áreas de concentración en ciencias de la tierra, educación, historia, política, economía, salud, contabilidad, negocios, gobierno, políticas públicas, recursos humanos y otros. Además, la universidad selecciona los elementos principales de la Oficina del Censo, la Oficina de Estadísticas Laborales, la Oficina del Presidente y el Congreso. Otros materiales provienen de la Institución Smithsonian, la Administración de Pequeñas Empresas, el Departamento de Estado y el Departamento de Educación, por mencionar algunos.

## Nombre
La Biblioteca Mark O. Hatfield lleva el nombre del exsenador y gobernador de Oregón, Mark Odom Hatfield. Hatfield nació al oeste de Salem en Dallas, Oregón, en 1922 y se graduó de Salem High School en 1940. Se graduó de la Universidad de Willamette en 1943 y se unió a la Marina de los Estados Unidos para luchar en la Segunda Guerra Mundial. Después de la guerra, Hatfield obtuvo un título de posgrado de la Universidad de Stanford antes de regresar a Willamette como profesor y luego como decano. Durante este tiempo también sirvió en la legislatura estatal antes de convertirse en Secretario de Estado de Oregón, y luego, en 1958, fue elegido gobernador. En 1966, fue elegido para el Senado de los Estados Unidos y sirvió allí hasta su retiro en 1997. Murió en 2011.